# Calum Butcher
Calum James Butcher (Rochford, 26 febbraio 1991) è un calciatore inglese, centrocampista svincolato.

## Carriera
Ha giocato nella prima divisione scozzese.

## Palmarès

### Club

#### Competizioni nazionali
- Scottish Championship: 1

Dundee Utd: 2019-2020